# Varicopsella basilana
Varicopsella basilana är en insektsart som beskrevs av Baltasar Merino 1936. Varicopsella basilana ingår i släktet Varicopsella och familjen dvärgstritar. Inga underarter finns listade i Catalogue of Life.